# 哈斯普拉
44°25′50″N 34°6′48″E / 44.43056°N 34.11333°E

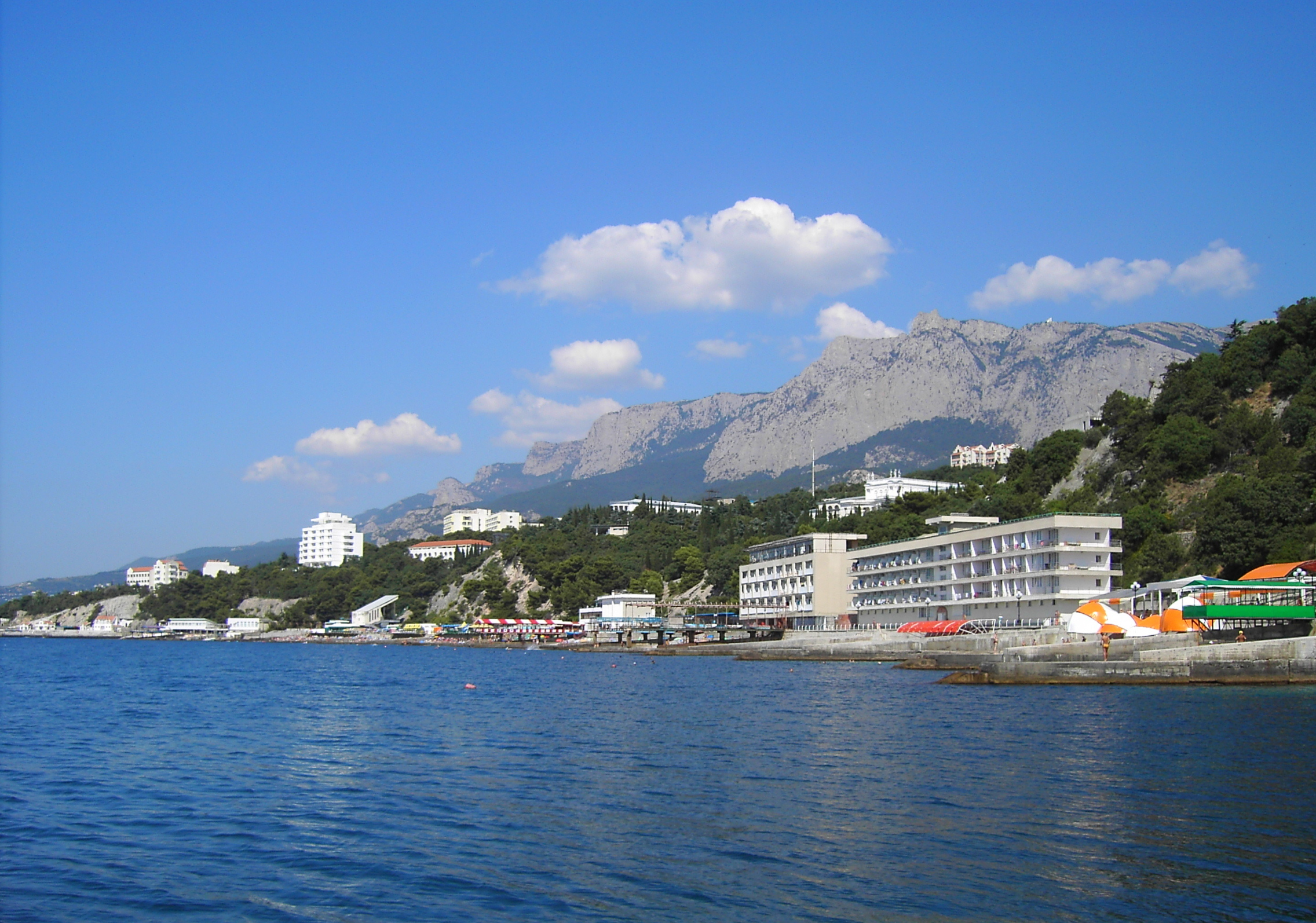
哈斯普拉

哈斯普拉，或译加斯普拉，是法理上乌克兰克里米亚自治共和国雅尔塔区的市級鎮，但事实上是俄罗斯克里米亞共和國雅尔塔市议会下辖的市级镇。位於黑海畔、雅尔塔西南方10.5公里处；始建於18世紀，面積5平方公里，海拔高度57米，2012年人口11,300人，人口密度每平方公里2,262.6人。
该地于2014年克里米亚危机中遭俄罗斯占领，但并未得到乌克兰和国际社会承认。

## 外部連結
- Прогноз погоди в смт. Гаспра（页面存档备份，存于）
- Сучасний герб та прапор Гаспри（页面存档备份，存于） на сайті «Українська геральдика» （页面存档备份，存于）
- «Прогулянка по царській стежці»（页面存档备份，存于） — стаття на сайті «Геокешінг»（页面存档备份，存于）